# NGC 4893
NGC 4893 = IC 4015 ist eine 14,5 mag helle elliptische Galaxie vom Hubble-Typ E2? pec? im Sternbild der Jagdhunde. Sie ist rund 476 Millionen Lichtjahre von der Milchstraße entfernt.
Die Galaxie bildet zusammen mit dem Nicht-NGC-Objekt IC 4016 (auch NGC 4893 A genannt) eine gravitationelle Doppelgalaxie und wurde am 24. April 1865 von Heinrich Louis d’Arrest entdeckt.